# Comuna Ceaplînka, Iuriivka
Ceaplînka (în ucraineană Чаплинка) este o comună în raionul Iuriivka, regiunea Dnipropetrovsk, Ucraina, formată din satele Ceaplînka (reședința) și Novostroiivka.

## Demografie
Componența lingvistică a satului Ceaplînka
     Ucraineană (91,73%)
     Rusă (6,89%)
     Alte limbi (0,85%)
Conform recensământului din 2001, majoritatea populației satului Ceaplînka era vorbitoare de ucraineană (91,73%), existând în minoritate și vorbitori de rusă (6,89%).